# 瑶里程氏宗祠
29°32′57″N 117°34′33″E / 29.54917°N 117.57583°E
瑶里程氏宗祠又名惇睦堂，位于中国江西省景德镇市浮梁县瑶里镇瑶里社区，面临瑶河，始建于明代中叶，现存建筑为清道光年间重建，占地面积750平方米，建筑面积400平方米，前后三进院落，第二进有戏台与享堂。1938年，陈毅在瑶里程氏宗祠召开抗日动员誓师大会。2013年3月5日，瑶里改编旧址，包括瑶里程氏宗祠与宏毅祠、敬义堂，公布为全国重点文物保护单位。
- 程氏宗祠